# Рейес, Фаустино
Фаустино Рейес Лопес (исп. Faustino Reyes López; род. 4 апреля 1975, Марчена) — испанский боксёр, представитель полулёгкой и первой полусредней весовых категорий. Выступал за сборную Испании по боксу на всём протяжении 1990-х годов, серебряный призёр летних Олимпийских игр в Барселоне, двукратный чемпион испанского национального первенства, победитель и призёр турниров международного значения.

## Биография
Фаустино Рейес родился 4 апреля 1975 года в поселении Марчена провинции Севилья, Испания.
Впервые заявил о себе в 1988 году, став чемпионом Испании среди юниоров. В 1990 и 1991 годах выигрывал испанские молодёжные национальные первенства.
В 1992 году вошёл в основной состав испанской национальной сборной и одержал победу на домашнем международном турнире Box-Am. Благодаря череде удачных выступлений удостоился права защищать честь страны на летних Олимпийских играх в Барселоне — в категории до 57 кг благополучно прошёл первых четверых соперников по турнирной сетке, в том числе взял верх над будущим олимпийским чемпионом из Таиланда Сомлуком Камсингом и титулованным советским боксёром Рамазом Палиани, но в решающем финальном поединке со счётом 9:16 уступил немцу Андреасу Тевсу и получил тем самым олимпийскую награду серебряного достоинства.
После барселонской Олимпиады Рейес остался в главной боксёрской команде Испании и продолжил принимать участие в крупнейших международных турнирах. Так, выступая уже в полусреднем весе, в 1994 году он стал бронзовым призёром Мемориала Феликса Штамма в Польше, а в 1995 году одержал победу на Мемориале Странджи в Болгарии, в частности в финале по очкам победил турка Нурхана Сулейманоглу. Принимал участие в чемпионате мира в Берлине, где в 1/8 финала проиграл представителю Германии Октаю Уркалу.
В 1996 году боксировал в первом полусреднем весе на чемпионате Европы в Вайле, однако уже в 1/8 финала был остановлен белорусом Сергеем Быковским.
Последний раз показывал сколько-нибудь значимые результаты на международной арене в сезоне 1997 года, когда выступил на Кубке Акрополиса в Афинах и побывал на мировом первенстве в Будапеште, где уже на предварительном этапе первого полусреднего веса был побеждён узбеком Фархадом Бакировым.